# Minstrel in the Gallery
Minstrel in the Gallery är det åttonde studioalbumet av den brittiska gruppen Jethro Tull, utgivet i september 1975. Det spelades in i Monte Carlo där gruppen befann sig på grund av hårt skattetryck hemma i Storbritannien. Det kom att bli det sista albumet med basisten Jeffrey Hammond.
Albumet nådde som bäst 20:e plats på den brittiska albumlistan och 7:e plats i USA.

## Låtlista
Sida 1
1. "Minstrel in the Gallery" – 8:13
2. "Cold Wind to Valhalla" – 4:19
3. "Black Satin Dancer" – 6:52
4. "Requiem" –  3:45

Sida 2
1. "One White Duck / 010 = Nothing at All" – 4:37
2. "Baker St. Muse" – 16:39
3. "Grace" – 0:37

- Alla låtar skrivna av Ian Anderson där inget annat anges.

## Medverkande
Jethro Tull
- Ian Anderson – sång, flöjt, akustisk gitarr
- Martin Barre – elektrisk gitarr
- John Evan – piano, orgel
- Jeffrey Hammond – basgitarr, kontrabas
- Barriemore Barlow – trummor, percussion

Bidragande musiker
- Rita Eddowes, Elizabeth Edwards, Patrick Halling and Bridget Procter – violin
- Katharine Tullborn – cello
- David Palmer – arrangement, dirigent

Produktion
- Ian Anderson – musikproducent
- Robin Black – ljudtekniker
- Ron Kriss, J.E. Garnett – omslagsdesign
- Brian Ward – foto

## Listplaceringar
| Lista (1975)   | Position             |
| -------------- | -------------------- |
| Danmark        | 8 (DR "Top 20")      |
| Finland        | 28                   |
| Frankrike      | 15                   |
| Norge          | 13 (VG-lista)        |
| Nya Zeeland    | 23                   |
| Storbritannien | 20 (UK Albums Chart) |
| Sverige        | 50 (Topplistan)      |
| USA            | 7 (Billboard 200)    |
| Västtyskland   | 14                   |
| Österrike      | 7                    |